# Oratorio (musica)
L'oratorio è un genere musicale vocale eseguito in forma di concerto, che, a differenza dell'opera lirica, è senza rappresentazione scenica o personaggi in costume. Generalmente composto per solisti, coro e orchestra, a volte con un narratore, è solitamente di soggetto religioso (Bibbia), ma può anche trattare argomenti profani (mitologia o storia). I cantanti si esibiscono "in borghese" tenendo in mano un libretto musicale. Formalmente abbastanza vicino alla cantata e all'opera, l'oratorio comprende generalmente un'ouverture, recitativi accompagnati con l'orchestra,  recitativi secchi con il basso continuo,  arie e cori. Anche se elementi dialogici erano presenti già nella lauda polifonica del tardo Cinquecento, con l'eccezione di quello latino, l'oratorio ha origine dal madrigale dialogico del primo Seicento.
La funzione del narratore viene spesso assunta anche dal coro, che spiega l'enorme diffusione che questo organico ha raggiunto nell'esecuzione del genere.

## Etimologia

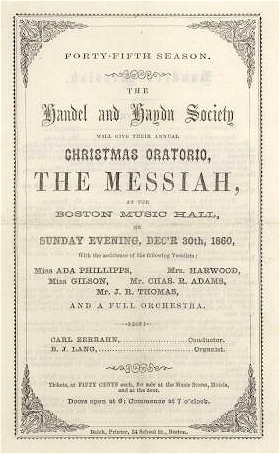
1860, la Handel and Haydn Society organizza per l'annuale Christmas oratorio, la rappresentazione del Messiah al Boston Music Hall

Il termine oratorio indicava in origine uno spazio in cui si riunivano i membri di una confraternita o di una comunità religiosa per pregare (in latino "orare"). Nella seconda metà del Cinquecento, a Roma, in seno al movimento religioso nato per iniziativa di Filippo Neri e di alcuni suoi seguaci e collaboratori, il termine assunse il significato di un particolare tipo di riunione, comprendente la lettura di libri spirituali o passi biblici e l'ascolto di un sermone, accompagnati da preghiere e dal canto di laudi. Tali riunioni presero il nome di "esercizi dell'oratorio" o, più semplicemente, di "oratorii".
 I seguaci di Filippo Neri diedero poi vita a un congregazione denominata "dell'Oratorio", approvata dal papa nel 1575, che ebbe sede nella chiesa romana di S. Maria in Vallicella. Quando la parte musicale divenne l'elemento caratterizzante di queste riunioni, il termine "oratorio" venne principalmente riferito al genere di musica destinato ad esse. In questa accezione il termine venne utilizzato per la prima volta dal poeta Francesco Balducci, che accluse due componimenti poetici per musica, La Fede e Il Trionfo, definendoli "oratorii", nella seconda edizione delle sue Rime (Roma, 1646), uscita postuma. Nelle forme stabilitesi dalla metà del Seicento in avanti, l'oratorio era diviso in due parti tra le quali solitamente veniva pronunciato un sermone. I testi degli oratori sono in versi, in tutto simili negli aspetti metrici a quelli del libretto d'opera del tempo. I loro soggetti sono in prevalenza tratti dal Vecchio o dal Nuovo Testamento, o dall'agiografia, ma non mancano i soggetti cosiddetti "ideali" che hanno per interlocutori figure allegoriche (per esempio Il trionfo del Tempo e del Disinganno di Georg Friedrich Händel, su testo del cardinale Benedetto Pamphilj, eseguito a Roma nel 1707). 

Nell'oratorio l'azione viene condotta dagli interlocutori (normalmente quattro o cinque solisti). L'uso di sezioni corali è infrequente; di solito qualche sezione in polifonia è limitata ai finale della prima e della seconda parte, ed è cantato dagli stessi solisti. Inizialmente l'esposizione degli antefatti o il commento di quelli narrati era affidata a una figura chiamata "Testo", che tuttavia scomparve ben presto nel corso della seconda metà del Settecento.
 
Tra i maggiori compositori di oratorio dell'epoca barocca vanno ricordati Alessandro Stradella, Bernardo Pasquini, Alessandro Scarlatti, Giovanni Paolo Colonna, Giovanni Legrenzi, Giovanni Battista Bassani, Antonio Caldara.
Diversa l'origine dell'oratorio latino. La consuetudine di eseguire musiche sacre nei cinque venerdì di Quaresima era stata introdotta già nella seconda metà del Cinquecento dalla confraternita del SS. Crocifisso di San Marcello. I mottetti polifonici in uso dal Cinquecento furono sostituiti da mottetti dialogici che divennero poi veri e propri dialoghi su testo latino in stile recitativo. Il musicista francese André Maugars così descrive l'esecuzione di questi oratori latini da lui ascoltati al SS.Crocifisso nel 1639: «Le voci cominciano con un salmo in forma di mottetto e poi tutti gli strumenti eseguono una sinfonia molto bella. Dopo, le voci cantano una storia dell'Antico Testamento in forma di commedia spirituale, come quella di Susanna, di Giuditta e Oloferne, o di Davide e Golia. Ogni cantore rappresenta un personaggio della storia e esprime perfettamente la forza delle parole. Dopo di che uno dei più celebri predicatori propone l'esortazione, finita la quale, la musica recita il Vangelo del giorno, come la storia della Samaritana, della Cananea, di Lazzaro, della Maddalena o della Passione di Nostro Signore, e i cantanti imitano perfettamente i personaggi di cui narra l'evangelista».
Dal punto di vista poetico, l'oratorio latino secentesco (pure denominato historia) utilizza testi in prosa, che combinano parti tratte dalle sacre scritture con parti di libera creazione. Dal punto di vista musicale, rispetto all'oratorio in volgare, c'è un maggior equilibrio tra sezioni polifoniche e sezioni solistiche, che rende talvolta poco distinguibili gli oratori latini dai coevi mottetti concertati. Tra i maggiori compositori di oratori latini intorno alla metà del Seicento vanno ricordati Marco Marazzoli, Domenico Mazzocchi e Giacomo Carissimi.
Negli ultimi decenni del Seicento i testi dell'oratorio latino furono adeguati al prevalente modello dell'oratorio volgare abbandonando ogni legame col motetto polifonico; i libretti furono da allora in poi scritti in versi, divisi tra recitativi e arie.
L'oratorio latino a Roma ebbe una circolazione limitata a pochi ambienti, in genere non aperti a un vasto pubblico, perché connessi a confraternite o sodalizi religiosi formati da nobili o persone di alto livello sociale, come per esempio la confraternita del SS. Crocifisso di San Marcello. la cui attività si esaurì all'inizio del Settecento, o la congregazione dell'Assunta, formata da nobili presso la chiesa del Gesù. 

Al di fuori di Roma, oratori in latino furono ancora eseguiti a Venezia durante il XVIII secolo, presso gli ospedali degli Incurabili, dei Mendicanti e della Pietà. In quest'ultimo nel 1716 venne eseguito l'oratorio Juditha triumphans (Giuditta trionfante) di Antonio Vivaldi.
Nella seconda metà del XVII secolo l'oratorio latino fu coltivato anche in Francia, dove spicca la figura di Marc-Antoine Charpentier autore di numerose historiae.

## Storia
Durante il XVII secolo, l'apertura di numerose congregazioni filippine in molte città italiane favorì la diffusione dell'oratorio musicale. Il genere trovò rapidamente un fertile terreno anche presso altre congregazioni religiose, confraternite laiche, collegi dei nobili e seminari, ma anche presso le cappelle di corte e i palazzi della nobiltà. Tra le istituzioni che ebbero maggiore rilevanza nella produzione di oratori vanno almeno ricordate le congregazioni filippine di Roma, Bologna, Napoli, Ferrara, Firenze, Perugia, Venezia; le confraternite della Morte e dello Spirito Santo a Ferrara nel Seicento; la chiesa di S. Maria Corteorlandini a Lucca; la corte di Modena e quella di Mantova negli ultimi decenni del Seicento; gli ospedali veneziani degli Incurabili, dei Mendicanti e della Pietà.

L'oratorio si diffuse anche a Vienna dalla metà del Seicento in avanti presso la cappella della corte imperiale, dove fu a lungo coltivato nell'ambito delle pratiche religiose in tempo di quaresima. Ancora nella prima metà del XVIII secolo un particolare impulso al genere venne da due famosi librettisti di corte Apostolo Zeno e Pietro Metastasio, che preferirono utilizzare soggetti veterotestamentari di carattere tragico-eroico, abbandonando quelli di carattere agiografico. 
Grande importanza ebbero pure gli oratori eseguiti fra la fine del Seicento e i primi decenni del Settecento, nei palazzi della nobiltà. A Roma i cardinali Benedetto Pamphilj, Pietro Ottoboni e il principe Francesco Maria Ruspoli promossero straordinarie esecuzioni di oratori, composti, fra gli altri, da Bernardo Pasquini, Alessandro Scarlatti, Georg Friedrich Handel e Antonio Caldara, che assunsero decisamente una funzione di intrattenimento, sia pure consono al tempo di quaresima.
Nel XVIII secolo fu Georg Friedrich Händel a dare un nuovo corso all'oratorio, proponendolo con grande successo come alternativa all'opera presso teatri o sale da concerto di Londra. A partire dal 1732 fino al 1757 il compositore sassone compose una ventina di oratori su testo inglese, in genere incentrato su figure di eroi o eroine tratte dal Vecchio Testamento come Esther (Ester) (1732), Deborah (Debora) (1733), Athalia (Atalia) (1733), Saul (1739), Samson (Sansone) (1743), Joseph and his Brethren (Giuseppe e i suoi fratelli) (1744), Belshazzar (Baldassar) (1745), Judas Maccabeus (Giuda Maccabeo) (1747), Joshua (Giosuè) (1748), Alexander Balus (Alessandro Bala) (1748), Susanna (1749), Solomon (Salomone) (1749), Jephta (1752), ma anche di soggetto mitologico come Semele (1744), Hercules (Ercole) (1745), The Choice of Hercules (La scelta di Ercole) (1751) o ideale come L'Allegro, il Penseroso ed il Moderato (1740), The Triumph of Time and Truth (Il trionfo del tempo e della verità) (1757) e in un caso agiografico cioè Theodora (Teodora) (1750). Il più celebre tra i suoi oratori è il Messiah (Messia), rappresentato per la prima volta a Dublino nel 1742, e da allora rimasto ininterrottamente nei repertori da concerto.
Gli oratori di Händel costituiscono il primo importante caso di repertorio che ebbe una recezione ininterrotta dopo la morte del compositore ed ebbero grande influenza sui compositori dell'età classica e romantica. Mozart, per esempio, riorchestrò il Messiah, che venne riproposto a Vienna nel 1789 per iniziativa del barone Gottfried van Swieten.
Tra la fine del XVIII e gli inizi del XIX secolo in epoca classica importanti compositori, proseguendo sulla strada aperta da Händel, diedero un nuovo corso all'oratorio: tra questi vanno ricordati Franz Joseph Haydn, autore degli oratori Die Schöpfung (La creazione) (1798) e Die Jahreszeiten (Le stagioni) (1801); e Ludwig van Beethoven, autore dell'oratorio Christus am Ölberge (Cristo sul monte degli Ulivi) (1803).
Nel XIX secolo in epoca romantica coltivarono il genere dell'oratorio alcuni dei compositori più celebri, tra cui Hector Berlioz, autore degli oratori La damnation de Faust (La dannazione di Faust) (1846) e L'enfance du Christ (L'infanzia di Cristo) (1854); Felix Mendelssohn, autore degli oratori Paulus (Paolo) (1836) e Elias (Elia) (1846); Robert Schumann, autore degli oratori Das Paradies und die Peri (Il paradiso e la Peri) (1843) e Szenen aus Goethes Faust (Scene dal Faust di Goethe) (1853) ; Franz Liszt, autore degli oratori Die Legende von der heiligen Elisabeth (La leggenda di S. Elisabetta) (1865) e Christus (Cristo) (1873); Charles Gounod, autore degli oratori La rédemption (La redenzione) (1882) e Mors et vita (La morte e la vita) (1885); César Franck, autore degli oratori Rédemption (Redenzione) (1874) e Les Béatitudes (Le beatitudini) (1879); e Lorenzo Perosi, autore degli oratori La risurrezione di Cristo (1898) e Il giudizio universale (1904).
Nel XX secolo in epoca moderna sono da segnalare Franz Schmidt, autore dell'oratorio Das Buch mit sieben Siegeln (Il libro dei sette sigilli) (1938); Igor' Stravinskij, autore dell'opera-oratorio Oedipus Rex (Edipo re) (1927); Bohuslav Martinů, autore dell'oratorio Epos o Gilgamešovi (L'epopea di Gilgameš) (1958); Sergej Prokof'ev, autore dell'oratorio Na strazhe mira (In guardia per la pace) (1950); Arthur Honegger, autore degli oratori Le Roi David (Il re Davide) (1921) e Jeanne d'Arc au Bûcher (Giovanna d'Arco al rogo) (1935); Paul Hindemith, autore dell'oratorio Das Unaufhörliche (L'incessante) (1931); e Dmitrij Šostakovič, autore dell'oratorio Pesn' o lesakh (Il canto delle foreste) (1949).
Tra la fine del XX e gli inizi del XXI secolo in epoca contemporanea si possono ricordare Hans Werner Henze, autore dell'oratorio Das Floß der Medusa (La zattera della Medusa) (1968); Mauricio Kagel, autore dell'oratorio Sankt-Bach-Passion (Passione di San Bach) (1985); Paul McCartney, autore degli oratori Paul McCartney's Liverpool Oratorio (Liverpool Oratorio di Paul McCartney) (1991) e Ecce Cor Meum (Ecco il mio cuore) (2006); e John Adams, autore delle opere-oratori El Niño (Il bambino) (2000) e The Gospel According to the Other Mary (Il vangelo secondo l'altra Maria) (2012).